# Ectemnius

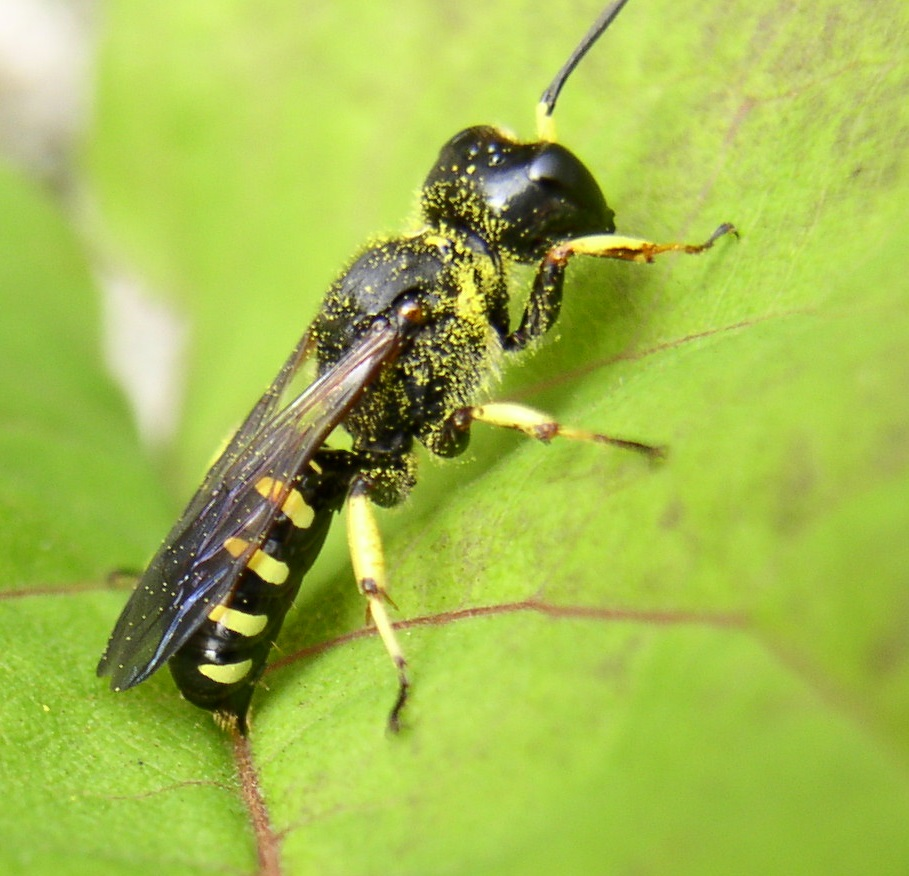
Ectemnius maculosus.

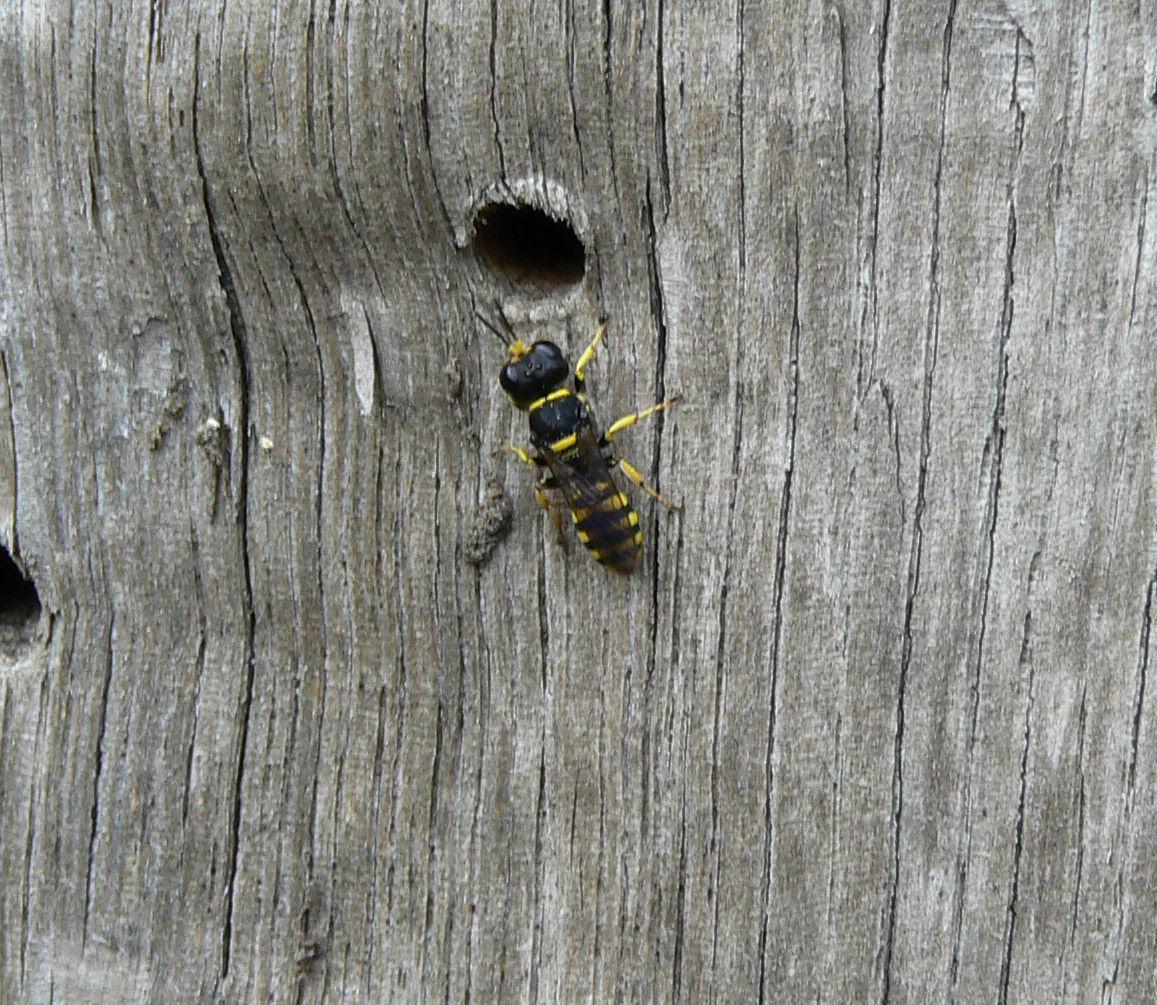
Ectemnius cephalotes a la entrada del nido.

Ectemnius es un género de avispas de la familia Crabronidae, subfamilia Crabroninae. Hay 188 especies conocidas. El género se encuentra en todo el mundo, aunque en Australia hay solo dos especies descritas.
Las especies de Ectemnius cavan túneles con la ayuda de sus mandíbulas para hacer sus nidos en restos de troncos de árboles, árboles caídos o madera podrida, a veces también en maderas de construcción. A veces forman grandes agregaciones de nidos; generalmente cada hembra tiene un nido, pero a veces comparten la entrada. En la mayoría de las especies alimentan sus crías con moscas (especies de diferentes familias de Diptera).

## Especies (Europa)
- Ectemnius borealis (Zetterstedt 1838)
- Ectemnius cavifrons (Thomson 1870)
- Ectemnius cephalotes (Olivier 1792)
- Ectemnius confinis (Walker 1871)
- Ectemnius continuus (Fabricius 1804)
- Ectemnius crassicornis (Spinola 1808)
- Ectemnius curictensis (Mader 1940)
- Ectemnius dives (Lepeletier & Brulle 1835)
- Ectemnius fossorius (Linnaeus 1758)
- Ectemnius guttatus (Vander Linden 1829)
- Ectemnius hispanicus (Kohl 1915)
- Ectemnius hypsae (De Stefani 1894)
- Ectemnius kriechbaumeri (Kohl 1879)
- Ectemnius lapidarius (Panzer 1804)
- Ectemnius lituratus (Panzer 1804)
- Ectemnius massiliensis (Kohl 1883)
- Ectemnius meridionalis (A. Costa 1871)
- Ectemnius nigritarsus (Herrich-Schaeffer 1841)
- Ectemnius palamosi Leclercq 1964
- Ectemnius rubicola (Dufour & Perris 1840)
- Ectemnius ruficornis (Zetterstedt 1838)
- Ectemnius rugifer (Dahlbom 1845)
- Ectemnius schlettereri (Kohl 1888)
- Ectemnius sexcinctus (Fabricius 1775)
- Ectemnius spinipes (A. Morawitz 1866)
- Ectemnius walteri (Kohl 1899)[4]